# Sankta Birgittas församling
Sankta Birgittas församling var en församling i Växjö stift i nuvarande Kalmar kommun. Församlingen uppgick på 1500-talet i Kalmar församling.

## Administrativ historik
Församlingen var en församling i Kalmar stad som uppgick på 1500-talet i Kalmar församling.